# Subjektive Relevanz
Die Subjektive Relevanz (auch Pertinenz) hängt in der Informationswissenschaft zusammen mit der Frage der Relevanz von Dokumenten beim Information Retrieval. Es gilt zu unterscheiden zwischen subjektiver Relevanz (Pertinenz) und objektiver Relevanz.
Ein Dokument ist für eine Suchanfrage pertinent (subjektiv relevant), 
- wenn es subjektiv zur Vorbereitung einer Entscheidung dient,
- wenn es subjektiv eine Wissenslücke des Nutzers schließt,
- wenn es subjektiv eine Frühwarnfunktion für den Nutzer erfüllt.

## Quelle
- Wolfgang G. Stock: Information Retrieval. Suchen und Finden von Informationen. Oldenbourg, München/Wien 2007, ISBN 3-486-58172-4, S. 68–81 (Kapitel 6: Relevanz und Pertinenz).